# Antonio Comelli
Antonio Comelli (Nimis, 5 aprile 1920 – 22 giugno 1998) è stato un politico italiano, presidente della regione Friuli-Venezia Giulia dal 1973 al 1984.

## Biografia
Partigiano dell'Osoppo e nel 1963 consigliere regionale del Friuli Venezia-Giulia. Ottenuto l'assessorato all'agricoltura per due successive legislature, alla fine del 1973 viene eletto presidente della giunta, carica che ricoprì fino al 1984.
L'evento che segnò in modo particolare la sua presidenza fu il Terremoto del Friuli del 1976.